# Abihka
Abihka, jedno od brojnih plemena iz grupe pravih Muskogee Indijanaca, porodica Muskhogean, koji su obitavali u nekoliko sela na području Alabame u današnjim okruzima St. Clair, Calhoun i Talladega.
Abihke su u starim legendama o migracijama spominju kao jedan od četiri utemeljena 'grada' konfederacije. U ceremonijalnim govorima nazivani su Abihka-nagi, no značenje riječi 'nagi' nažalost više nikome nije poznato. Abihke su kao čuvari sjeverne granice konfederacije nazivani i Sak’hútka "the door shutters". Kako je grad bio na sjevernoj granici zemlje Creeka čuvali su zemlju od upada neprijatelja sa sjevera. Najprisniji odnosi bili su s Coosa Indijancima. Hamilton (Hamilton, Col. Mobile, 1910, p. 572) koji citira stari španjolski rukopis iz 1806 kaže da su Abihka i Coosa bili jedan pueblo podijeljen na dvoje. Kasnije su Abihke primili izbjegle Natcheze koje su kompletno apsorbirali.
Swanton navodi njihove 'gradove': Abihka-in-the-west, koja se nalazila na zapadnom dijelu teritorija Creek naroda u Oklahomi; Abihkutci (kod Hodgea Abikudshi) na Tallassee Hatchee Creek u okrugu Talladega; Kan-tcati, na ili blizu Choccolocco Creeka; Kayomalgi, možda blizu Sylacauga, u Talladega co.; Lun-ham-ga, nepoznata lokacija; Talladega, na Talladega Creek, u istoimenom okrugu; i Tcahki låko ili Big Shoal, na Choccolocco Creeku u okrugu Talladega ili Calhoun.
Abihke definitivno nisu učestvovali u ustanku Creeka 1813, a njihovim preseljenjem u Oklahomu, osnivaju prvo naselje kod Eufaule. Kasnije neki od njih idu dalje na zapad i osnivaju naselje koje se ponekad naziva Abihka-in-the-west, ali su ova dva grada odavno napuštena.